# Gio Durán
Gio Durán (El Seibo, República Dominicana, 22 de octubre de 1975) es un productor de eventos, músico, road manager, stage y booking manager de artistas de música cristiana. Ha coordinado las giras musicales del grupo Rojo, Marco Barrientos, Marcos Brunet, Marcela Gándara, Christine D'Clario y Montesanto por diversos escenarios de Latinoamérica, ganando en dos ocasiones premios Arpa por Eterno Live Tour y Emanuel, y nominaciones al Latin Grammy y GMA Dove Awards por ambos proyectos de Christine D’Clario.

## Carrera artística

### Grupo Rojo (2008 - 2013)
En la ciudad de San Cristóbal, Venezuela, produjo su primer evento en el 2008, con la banda de rock cristiano Rojo. Una vez terminado su primer evento como productor ejecutivo, Emmanuel Espinosa, líder del grupo, le solicita la colaboración de coordinar todas sus presentaciones en Venezuela. Durante ese lapso de tiempo, fueron más 10 presentaciones en las ciudades más importantes del país donde Gio tuvo esa responsabilidad hasta la gira de despedida de la banda en el año 2013.

### Marco Barrientos (2010 – 2019)
Después de una reunión de trabajo en un importante congreso de jóvenes que se celebraba anualmente en Venezuela, donde Marco Barrientos era unos de los artistas internacionales invitados, Gio empieza a representar y coordinar todos los conciertos de Marco Barrientos. Fueron más de 14 conciertos entre el 2011 y 2013 que Gio coordinó en Venezuela, más de 280,000 personas asistieron a esos eventos en ciudades como Puerto La Cruz, Puerto Ordaz, Barquisimeto, Maracaibo, Caracas, Valencia, Trujillo, entre otras.
A partir del año 2014, Gio coordina su primera gira con Marco Barrientos en Argentina, convirtiéndose desde ese momento en el tour manager de algunas presentaciones de Marco Barrientos como: Transformados 2011-2012 en Venezuela, Ilumina 2013-2015 en Venezuela, Argentina y España, Amanece 2015 en Ecuador, El Encuentro 2018 en Costa Rica, Panamá, Bolivia, Chile y Argentina.
Junto a su esposa, fundaron una empresa de distribución de material discográfico y literario en Venezuela llamada Neuma Seven Venezuela mediante el cual tenía la exclusividad de todo el material de Marco Barrientos y Marcos Brunet para la distribución en ese país.

### Christine D’Clario (2013 - actualidad)
En un viaje de negocio a los Estados Unidos, Gio tiene la oportunidad de conocer a Christine D'Clario. Luego de conversar, llegan al acuerdo de unirse al equipo a tiempo completo. Gio inicia como ayudante de Christine para su agenda en Latinoamérica, luego se convierte en su road y stage manager. Actualmente, Gio es Booking y Road Manager de Christine D'Clario para Latinoamérica.

### Montesanto (2021 - actualidad)
En diciembre de 2021, Gio llega a un acuerdo con Douglas D’lima, productor, músico y líder de la agrupación venezolana Montesanto para ser su booking manager.

## Giras organizadas
- 2011-2012: Transformados - Marco Barrientos (Venezuela)
- 2013-2015: Ilumina - Marco Barrientos (Venezuela, Argentina y España)
- 2015: Amanece - Marco Barrientos (Ecuador)
- 2016: Eterno Live - Christine D'Clario
- 2018: El Encuentro - Marco Barrientos (Costa Rica, Panamá, Bolivia, Chile y Argentina)
- 2018: Emanuel - Christine D'Clario
- 2021/22: Derramo el perfume Tour - Montesanto (Latinoamérica y España)
- 2022/23: Hasta poder ver Tour - Christine D'Clario (Latinoamérica)
- 2024: Fiesta en el Desierto - World Tour - Montesanto [15]

## Premios y reconocimientos

### Premios Grammy Latinos
| Año  | Categoría                          | Trabajo nominado | Resultado | Ref. |
| ---- | ---------------------------------- | ---------------- | --------- | ---- |
| 2016 | Mejor álbum cristiano (en español) | Eterno Live      | Nominado  |      |

### Premios GMA Dove
| Año  | Categoría                  | Trabajo nominado | Resultado | Ref.   |
| ---- | -------------------------- | ---------------- | --------- | ------ |
| 2016 | Álbum cristiano en español | Eterno Live      | Ganador   | [ 16 ] |
| 2019 | Álbum cristiano en español | Emanuel          | Nominado  | [ 17 ] |

### Premios Arpa
| Año  | Categoría                  | Trabajo nominado | Resultado | Ref.   |
| ---- | -------------------------- | ---------------- | --------- | ------ |
| 2016 | Mejor álbum vocal femenino | Eterno Live      | Ganador   | [ 18 ] |
| 2016 | Mejor DVD                  | Eterno Live      | Nominado  | [ 18 ] |
| 2016 | Mejor álbum en vivo        | Eterno Live      | Nominado  | [ 18 ] |
| 2019 | Canción del año            | «Emanuel»        | Ganador   | [ 19 ] |
| 2019 | Mejor álbum vocal femenino | Emanuel          | Ganador   | [ 19 ] |
| 2019 | Álbum del año              | Emanuel          | Ganador   | [ 19 ] |
| 2019 | Mejor álbum en vivo        | Emanuel          | Ganador   | [ 19 ] |

## Créditos de producción
- 2011: A contratiempo: Venezuelan & World Music Project - Ensamble / Grabación[20]
- 2013: El Poder de su Sangre - Banda Sangre / Programación de secuencias[21]
- 2017: Veo Una Generación - Kelly Moreno & Despiertos a su Voz / Teclados adicionales[22]